# Serieåret 1936

## Händelser

### Februari

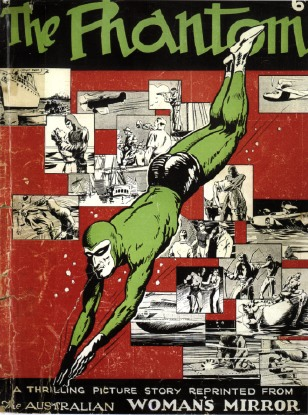
Fantomen

- 18 februari - Lee Falks tecknade serie "Fantomen" publiceras för första gången i New York Journal.[1] Tecknare är Ray Moore.

### Okänt datum
- En brittisk variant av den amerikanska serietidningen Mickey Mouse Magazine startas.[2]
- Biffen och Bananen börjar i Folket i Bild i Sverige. Serien läggs ner 1979.

## Födda
- 3 januari - Jan Romare (död 2017), svensk serietecknare.
- 8 maj - Kazuo Koike (död 2019), japansk serieskapare.
- Vicq, belgisk serieskapare.

## Avlidna
- 19 mars - Ottilia Adelborg, 80, svensk akvarellkonstnär, författare och serieskapare.

## Utgivning

### Album
- Blå Lotus (Tintins äventyr)[3]

### Fotnoter
1. ↑  20:e århundrades När Var Hur - 1936, Bernt Himmelstedt, Forum, 1999
2. ↑  Swecomics
3. ↑  ”Tintin”. http://en.tintin.com/albums/show/id/29/page/0/0/the-blue-lotus. Läst 12 mars 2011.